# Schiedea
Schiedea – rodzaj roślin z rodziny goździkowatych. Jest endemiczny dla Archipelagu Hawajskiego i obejmuje 33 gatunki. Niemal wszystkie występują w bardzo nielicznych populacjach i wymieniane są na listach gatunków zagrożonych. Nazwa rodzajowa upamiętnia niemieckiego botanika – Christiana J. Schiede (1798-1836).

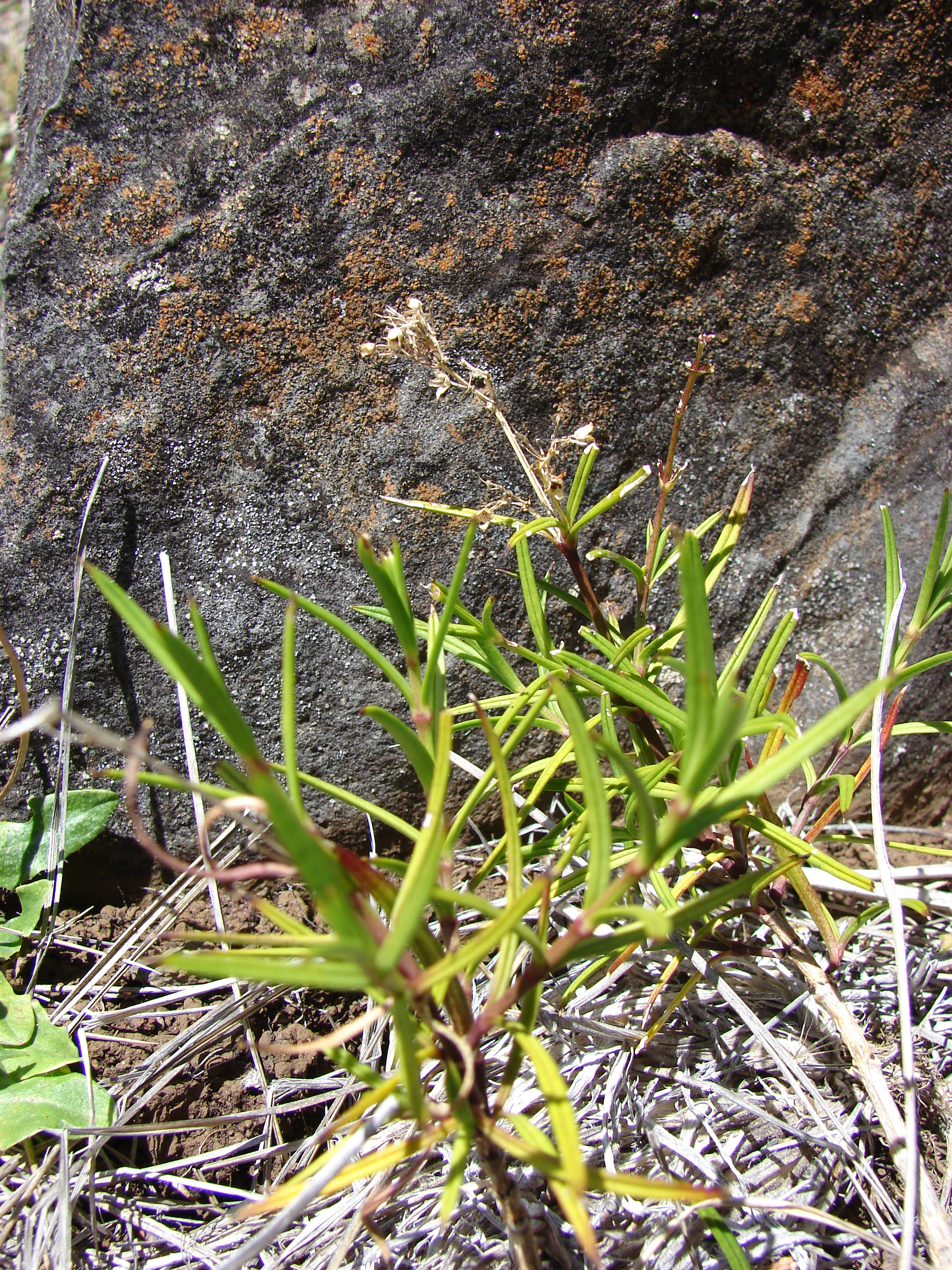
Schiedea haleakalensis

## Systematyka
Rodzaj zaliczany jest do plemienia Alsineae i podrodziny Alsinoideae w obrębie rodziny goździkowatych. Rodzaj jest siostrzany dla kladu obejmującego rodzaje Wilhelmsia i Honckenya. Wszystkie te trzy rodzaje wyodrębniane są w sekcję Schiedea.
Wykaz gatunków
- Schiedea adamantis H. St. John
- Schiedea apokremnos H. St. John
- Schiedea attenuata W. L. Wagner et al.
- Schiedea diffusa A. Gray
- Schiedea globosa H. Mann
- Schiedea haleakalensis O. Deg. & Sherff
- Schiedea hawaiiensis Hillebr.
- Schiedea helleri Sherff
- Schiedea hookeri A. Gray
- Schiedea implexa (Hillebr.) Sherff
- Schiedea jacobii W. L. Wagner et al.
- Schiedea kaalae Wawra
- Schiedea kauaiensis H. St. John
- Schiedea kealiae Caum & Hosaka
- Schiedea laui W. L. Wagner & Weller
- Schiedea ligustrina Cham. & Schltdl.
- Schiedea lychnoides Hillebr.
- Schiedea lydgatei Hillebr.
- Schiedea mannii H. St. John
- Schiedea membranacea H. St. John
- Schiedea menziesii Hook.
- Schiedea nuttallii Hook.
- Schiedea obovata (Sherff) W. L. Wagner & Weller
- Schiedea pentandra W. L. Wagner & E. M. Harris
- Schiedea perlmanii W. L. Wagner & Weller
- Schiedea pubescens Hillebr.
- Schiedea salicaria Hillebr.
- Schiedea sarmentosa O. Deg. & Sherff
- Schiedea spergulina A. Gray
- Schiedea stellarioides H. Mann
- Schiedea trinervis (H. Mann) Pax & K. Hoffm.
- Schiedea verticillata F. Br.
- Schiedea viscosa H. Mann